# Saint-Gély-du-Fesc
Saint-Gély-du-Fesc é uma comuna francesa situada no departamento de Hérault, região de Occitânia. 
Situa-se quinze quilómetros a norte de Montpellier, e, segundo os números de 1999, tinha uma população de 7 625 habitantes.

## Personalidades ligadas à comuna
- Georges Brassens que aqui faleceu em 29 de Outubro de 1981.